# Chlorocoma cyclosema
Chlorocoma cyclosema là một loài bướm đêm trong họ Geometridae.